# Pat Gelsinger

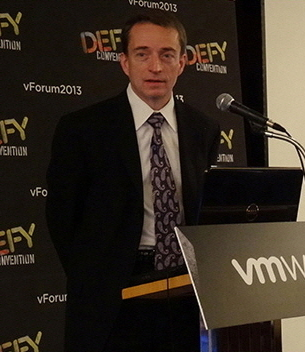
Pat Gelsinger (2013)

Patrick Paul „Pat“ Gelsinger (* 5. März 1961 in Robesonia, Pennsylvania) ist ein US-amerikanischer Manager. Er war von Februar 2021 bis 1. Dezember 2024 Chief Executive Officer (CEO) von Intel.

## Karriere
Pat Gelsinger begann 1979 bei Intel zu arbeiten, nachdem er bei Lincoln Tech sein Associate Degree erworben hat. Am Anfang arbeitete er hauptsächlich am Intel-Standort in Oregon.
Gelsinger war CTO und später Senior Vice President und Manager der Digital Enterprise Group bei Intel.
Als CTO bei Intel half Gelsinger unter anderem bei der Entwicklung des „Intel Developer Forums“, dem Gegenstück zu Microsofts „WinHEC“.
Im September 2009 verließ Pat Gelsinger Intel, um als Präsident und COO der EMC Information Infrastruktur bei EMC zu arbeiten. Im September 2012 wurde er Chief Executive Officer (CEO) von VMware.
Vom 15. Februar 2021 bis 1. Dezember 2024 war er CEO von Intel als Nachfolger von Bob Swan.

## Bibliografie
Gelsinger ist Autor von Balancing Your Family, Faith, & Work und Co-Autor von Programming the 80386 (1991).

## Auszeichnungen und Mitgliedschaften
2023 wurde Gelsinger in die National Academy of Engineering gewählt.